# Nasaré
Nasaré, efter grekiskans nazoraios, är ett bibliskt ord med omstridd betydelse. Ordet förekommer bland annat i Matteusevangeliet och har vanligen översatts med "från Nasaret". Vissa vill tolka ordet som hänsyftande på profeten Jesajas ord om "ett skott som skjuter upp ur Jishajs avhuggna stam" (Jes. 11:1), eftersom skott på hebreiska heter neser. En annan teori om ordets betydelse är att det åsyftar hebreiskans nazir, som betyder nasir.
Nasaré är ett muslimskt ord för kristen.